# Elsa Beata Brahe
Elsa Beata Persdotter Brahe (1629 – 7. dubna 1653 Vadstena), Elizabeth Beatrice byla švédská hraběnka a vévodkyně, provdaná za Adolfa Jana I., falckrabětě z Kleeburgu, vévodu ze Stegeborgu, bratra krále Karla X. Švédského.

## Život
Byla dcerou Pera Brahe mladšího a Kristiny Katariny Stenbockové a byla vychována svou babičkou z otcovy strany Elsou Gyllenstiernou na hradu Rydboholm. Jako u většiny šlechtičen v té době se její vzdělání zaměřovalo hlavně na to, jak spravovat panství a jak jednat ve společenském životě.
Před svatbou sloužila jako dvorní dáma královny Kristiny Švédské. Královna ji seznámila s Adolfem Janem a pár se zasnoubil v roce 1646. Svatba se konala na hradě Tre Kronor v roce 1649 za přítomnosti panovnice.
Manželství bylo popisováno jako nešťastné a její manžel ho prý zanedbával ve prospěch svých osobních potěšení. Zatímco druhá manželka Adolfa Jana byla popisována jako jemu rovná ve špatných návycích, Elsa Beata byla, s lepšími návyky, v tomto ohledu jeho opakem. Ekonomické poměry vévodského páru byly vyřešeny, když byl Adolf Jan v roce 1651 jmenován generálním guvernérem Västergötlandu.
Elsa Beata měla jen jedno dítě, syna, který se narodil v roce 1652, ale nepřežil déle než několik měsíců po narození. Zemřela během návštěvy Vadsteny.